# بيت الجمال (الشعر)

تعديل مصدري - تعديل

بيت الجمال محلة تابعة لقرية تبة، التابعة لعزلة الا ملؤك بمديرية الشعر إحدى مديريات محافظة إب في الجمهورية اليمنية، بلغ تعداد سكانها 51 حسب تعداد اليمن لعام 2004.